# Stenholmen, Sibbo
Stenholmen är en ö i Finland. Den ligger i Finska viken och i kommunen Sibbo i den ekonomiska regionen  Helsingfors i landskapet Nyland, i den södra delen av landet. Ön ligger omkring 17 kilometer öster om Helsingfors.
Öns area är 1,6 hektar och dess största längd är 180 meter i sydöst-nordvästlig riktning. Ön höjer sig omkring 15 meter över havsytan.